# Alpheus Newell Andrus
Alpheus Newell Andrus (Poughkeepsie, 17 juli 1843 – aldaar, 1919) was een Amerikaanse zendeling, verbonden aan de American Board of Commissioners for Foreign Missions (ABCFM). Hij werkte tientallen jaren in Mardin, een stad in het zuidoosten van het Ottomaanse Rijk, en speelde een belangrijke rol in de opbouw van protestantse instellingen in de regio.

## Biografie
Alpheus Newell Andrus werd geboren op 17 juli 1843 in New York, in een middenklasse familie met Schotse wortels. Zijn vader was koopman. Hij bezocht College Hill Academy in Poughkeepsie, New York, en begon zijn studie aan college in 1860. Tijdens zijn studie was hij lid van de Mills Theological Society en de Philologian Society. Na zijn afstuderen aan het Union Theological Seminary in 1867, besloot hij zich als zendeling aan te sluiten bij het American Board of Commissioners for Foreign Missions (ABCFM).
Een maand voor zijn vertrek trouwde hij met Louisa Morse. Op 25 april 1868 vertrokken zij naar het Ottomaanse Rijk, waar hij in november van dat jaar aankwam in Mardin, een stad in het huidige zuidoosten van Turkije. Hij zou hier bijna 50 jaar als missionaris werkzaam zijn.

## Zendingswerk
Andrus nam de leiding over van de eerdere zendeling William Frederick Williams, die sinds 1858 in Mardin werkte. Toen Andrus arriveerde, had de missiepost een kerk met 19 leden en een school. Onder zijn leiding groeide de missiepost in Mardin en de uitlopers daarvan, zoals Siirt en Midyat, aanzienlijk. Andrus leerde Arabisch om beter te communiceren met de lokale bevolking en maakte uitgebreide rapportages over de lokale situatie, waaronder conflicten tussen verschillende etnische en religieuze groepen.
In 1875 trouwde Andrus na het overlijden van zijn eerste vrouw met Olive Parmelee, een zendelinge die zich inzette voor meisjesonderwijs in Mardin en de eerste meisjesschool daar oprichtte. 
Midyat ontwikkelde zich in de jaren 1880 tot een belangrijk zendingsstation met een groeiende kerk en school. Ook Kerboran was een succesvolle locatie binnen de missie.
In 1905 organiseerde hij de eerste zomerschool voor leraren, predikanten en bijbellezers, een belangrijke mijlpaal in de organisatie van de missieposten. 

## Conflicten en uitdagingen
Ondanks het succes stonden protestantse christenen onder zware druk van lokale autoriteiten en gendarmes, die hen discrimineerden, mishandelden en onrechtmatige belastingen oplegden. Andrus probeerde via brieven aan de Ottomanen en zijn zendingsbestuur hun rechten te verdedigen. 

## Laatste jaren en overlijden
Na de oorlogsverklaring van de Verenigde Staten aan het Ottomaanse Rijk in 1917 werden Amerikaanse missionarissen gedwongen het land te verlaten. Andrus keerde terug naar New York op 15 juni 1917. Daar zette hij zijn werkzaamheden voort en overleed uiteindelijk op 12 januari 1919.